# Поле битвы: Земля (фильм)
«Поле битвы: Земля» (англ. Battlefield Earth) — экранизация одноимённого романа Рона Хаббарда. Продюсером и исполнителем одной из главных ролей в фильме был Джон Траволта. Фильм стал рекордсменом по количеству наград «Золотая малина».

## Сюжет
Фильм описывает последствия вторжения на Землю инопланетных захватчиков псайклов. К 3000 году человечество является вымирающим видом, а те, кому не удаётся прятаться в горных поселениях, порабощены пришельцами как люди-животные.
В фильме жадный глава безопасности Терл тайком заставляет группу людей-животных добывать для него золото на территории повышенного радиоактивного фона, так как газ, которым дышат псайклы, взрывается при такой концентрации излучения. Для этого он обучает одного из наиболее способных людей языку и технологиям псайклов, что является противозаконным в обществе пришельцев. Это оказывается поворотным моментом для обеих цивилизаций.
Джонни Гудбой Тайлер не желает вечно оставаться рабом инопланетян и, прочитав книги по истории, понимает, что является потомком великой расы. Тайком обучая других людей простейшим понятиям (таким как математика и механика), он начинает организовывать сопротивление.
Заручившись помощью разгневанного помощника Терла по имени Кер, он получает доступ к оружию псайклов, а также находит древнюю военную базу США, где он обнаруживает атомную бомбу в рабочем состоянии. Зная о взрывоопасности взаимодействия радиации и газа псайклов, он понимает, что у него есть лишь один шанс навсегда покончить с этой угрозой.
В назначенный час все рабы начинают восстание в «куполе» — огромном здании, где псайклы могут дышать без масок. Когда силы безопасности пытаются утихомирить людей-животных, один из помощников Джонни взрывает крышу купола, и псайклы задыхаются. Над куполом происходит воздушная битва найденных на военной базе самолётов «Харриер» с летательными аппаратами псайклов. Тем временем, сам Джонни пытается активизировать телепортер псайклов для забрасывания добровольца с атомной бомбой на Псайкло, родную планету пришельцев, зная что ядерный взрыв превратит атмосферу того мира в пылающий шар (именно этого боялись создатели первой атомной бомбы).
Но хитрый Терл перехватывает Джонни, пытаясь убить его и сбежать с добытым золотом (на самом деле Джонни просто достал золотые слитки из форта Нокс). В потасовке Джонни надевает ошейник с бомбой (снятый с его подруги) на руку Терла. Терл, думая, что ошейник остался на месте, включает передатчик и остается без руки, а Джонни удаётся активизировать телепортер. Доброволец нажимает на кнопку как раз тогда, когда его окружают солдаты псайклов.
Родной мир псайклов уничтожен, а Терл и Кер — единственные выжившие псайклы на Земле. Терла заточают в камеру форта Нокс, где он навечно останется в окружении своего любимого золота. Кер обещает людям научить их технологиям псайклов взамен назначения на пост «главного псайкла». Терла оставляют в живых на случай прибытия псайклов из других колоний, желающих найти виновного в гибели их родного мира. Вот тут-то и пригодится козёл отпущения Терл.

## В ролях
| Актёр            | Роль                 |
| ---------------- | -------------------- |
| Джон Траволта    | Терл                 |
| Барри Пеппер     | Джонни Гудбой Тайлер |
| Форест Уитакер   | Кер                  |
| Ким Коутс        | Карло                |
| Сабин Карсенти   | Крисси               |
| Майкл Бирн       | Парсон Стаффор       |
| Кристиан Тессиер | Микки                |
| Ричард Тайсон    | Роберт «Лис»         |
| Шон Остин-Олсен  | Планетор             |

Фильм был спародирован в «Южном парке» на кинонаградах MTV 2000 года, а саентология — в серии «Застрявший в чулане».
При заявленном бюджете в 75 млн долларов фильм собрал в прокате США не более 22 млн. Вскоре после премьеры The Wall Street Journal заявил, что ФБР имеет претензии к киностудии Franchise Pictures, которая искусственно завысила расходы на создание этого и нескольких других фильмов в попытке обмануть инвесторов: немецкая фирма Intertainment AG по подписанному ранее соглашению получала права на прокат фильмов в Европе в обмен на финансирование ею 47 % расходов на их производство, на деле же оплатила значительно большую долю расходов. Дело рассматривалось в суде присяжных Лос-Анджелеса в мае-июне 2004 года. Было установлено, что фактические расходы на производство картины составили 44 млн, а остальные 31 были включены в расходы путём использования мошеннических схем через подставные организации. Студия Franchise Pictures была приговорена к выплате 121 млн долларов ущерба. 19 августа 2007 года, после ряда других кассовых провалов, она официально объявила о своём банкротстве.

## Награды
Фильм был в разные годы номинирован в общей сложности на 11 наград и получил 9 из них.
В 2001 году:
- «Худший фильм»
- «Худшая мужская роль» (Джон Траволта)
- «Худшая мужская роль второго плана» (Бэрри Пеппер)
- «Худшая женская роль второго плана» (Келли Престон)
- «Худший режиссёр» (Роджер Кристиан)
- «Худший сценарий»
- «Худшая экранная пара» (Джон Траволта и любой другой актёр в кадре)
  - Номинация «Худшая мужская роль второго плана» (Форест Уитакер)

В 2005 году:
- «Худшая драма за первые 25 лет существования награды»

В 2010 году:
- «Худший фильм десятилетия»
  - Номинация «Худший актёр десятилетия» (Джон Траволта)